# Nochistlán de Mejía (kommun)
Nochistlán de Mejía är en kommun i Mexiko.   Den ligger i delstaten Zacatecas, i den centrala delen av landet, 400 km nordväst om huvudstaden Mexico City.
Följande samhällen finns i Nochistlán de Mejía:
- Nochistlán
- Colonia Lomas del Refugio
- Colonia Lindavista
- La Estancia
- Las Delicias
- La Cofradía
- Casas Grandes
- Veladores
- La Portilla
- Los Sandovales
- Mesa de la Providencia
- Los Cardos
- La Majada
- Vallecitos
- Las Tuzas
- Mesa de Frías
- Emiliano Zapata
- Moctezuma
- La Ciénega
- Los Tolentinos